# 美國國會法令
國會法令（或国会法案）是由美國憲法授權美國政府所制定頒佈的成文法。當議案在國會兩院以簡單多數的得票通過，接著再由總統簽署後即完成立法，並正式成為聯邦法律。

## 立法過程
經國會參眾兩院認可的成文法或決議文（resolution）必須經過以下任一程序才可成為法律：
1. 合眾國總統的簽署[1]
2. 在國會開議期間，總統收到法案後十天內无作為（不做任何回應，十天的期限不含星期日）[2]
3. 在總統行使否決後由國會於會期內發起覆議（法案必須獲得三分之二以上的投票支持才可推翻總統的否決）。[3]

經由前兩種程序通過的法案將由總統「頒佈」（promulgation）實行。若法案是經由第三種方式通過，由最後覆議期間國會的議會主席頒佈法律。
在美國憲法的規定中，若總統在時限內未對議案或決議文表示意見並交還國會，議案將自動成為法律；然而，若國會在這段期間內休會，那議案便會被廢棄且無法發起覆議（參見：口袋否決）。此外，若總統在國會休會期間否決了議案或決議文，覆議成功的條件需要獲得國會兩院三分之二以上的投票支持。
成為法律的國會法案會列在《美国法律总汇》中，并在之后编入《美國法典》。
所有國會法案都不得違反憲法，也不得超越憲法賦予國會的權力。否則美國最高法院將能夠宣佈法案違憲。